# Gyroneuron
Gyroneuron är ett släkte av steklar. Gyroneuron ingår i familjen bracksteklar.
Kladogram enligt Catalogue of Life:
| Gyroneuron | \| \| Gyroneuron mirum \| \| \| \| \| \| Gyroneuron testaceator \| \| \| \| |
|            | \| \| Gyroneuron mirum \| \| \| \| \| \| Gyroneuron testaceator \| \| \| \| |
|            | Gyroneuron mirum                                                            |
|            |                                                                             |
|            | Gyroneuron testaceator                                                      |
|            |                                                                             |